# 우메다 아야카
우메다 아야카(일본어: 梅田 彩佳, 1989년 1월 3일 ~ )는 일본의 탤런트이다.
후쿠오카현 기타큐슈시 출신. TRUSTAR 소속. 같은 소속사 멤버:오리이 아유미, 미츠무네 카오루, 마스다 유카, 스즈키 마리야, 미야자와 사에, 아키모토 사야카

## 내력
2004년
- 10월부터 2005년 1월에 개최된 《모닝구무스메 럭키7 오디션》의 2차 심사에 합격.

2006년
- 2월 26일, 《제2기 AKB48 추가 멤버 오디션》에 합격.
- 4월 1일, AKB48 극장에서의 팀K 첫날 공연으로, 공연 데뷔.
- 다리를 피로골절하여, AKB48 극장에서의 공연을 12월 23일부터 1년 5개월에 걸쳐 장기 휴연. 그 사이에는 재활훈련을 하면서 후쿠오카의 텔레비전 출연을 중심으로 활동했다.

2008년
- 5월 31일에 개최된 《팀K 4th Stage 〈최종 벨이 울린다〉》 공연으로 복귀.

2009년
- 2월, 동년의 D-1 GRAND PRIX 이미지 걸 〈D Sign〉의 3명 중 1명으로 선택된다[1].
- 4월, 오리이 아유미의 후임으로 도쿄 타워 이미지 걸로 선택된다[2].

2010년
- 5월부터 6월에 걸쳐 실시된 《AKB48 17th 싱글 선발 총선거 〈어머니께 맹세코, 진심입니다〉》에서는 32위로, 언더 걸즈에 들어갔다.

2011년
- 2월 27일, 팀 연구생 밤 공연의 종반에 게스트로 출연해, 동년 4월 27일에, 같은 사무소 소속의 아키모토 사야카·미야자와 사에·마스다 유카와 4명이서 신 유닛 〈DiVA〉로서 avex trax에서 데뷔 싱글 〈달의 뒷면〉을 발매하는 것이 발표되었다[3]. 그 후, 동일본 대지진의 영향에 의해, 데뷔 싱글 발매일이 5월 18일로 변경된다.
- 5월부터 6월에 걸쳐 실시된 《AKB48 22nd 싱글 선발 총선거 〈올해도 진심입니다〉》에서는 22위로 언더 걸즈에 들어갔다. 〈껴안아서는 안 돼〉로 커플링곡의 센터 포지션에 오른다[4].
- 9월 20일에 개최된 《AKB48 24th 싱글 선발 가위바위보 대회》에서는 베스트16으로, 9th 싱글 〈Baby! Baby! Baby!〉 이래 약 3년 반만이 되는 통산 3번째 선발이 되었다[5].

2012년
- 5월부터 6월에 걸쳐 실시된 《AKB48 27th 싱글 선발 총선거》에서는 16위로, 선발에 들어갔다[6][7].
- 8월 24일, 《AKB48 in TOKYO DOME ~1830m의 꿈~》 첫날 공연에서, 팀B로의 이동과, 동시에 신 팀B의 캡틴으로 취임하는 것이 발표된다[8][9]. 그 후 11월 1일, 신 팀 발족이 발표된다[10].
- 9월 18일에 개최된 《AKB48 29th 싱글 가위바위보 대회》에서는 베스트16에 들어가, 선발이 되었다[11].
- 11월 1일, 팀B로 이동.
- 11월 3일, 팀B 캡틴, 웨이팅 공연의 스타팅 멤버로서 신 팀에서의 활동을 개시한다[12].

2013년
- 5월부터 6월에 걸쳐 실시된 《AKB48 32nd 싱글 선발 총선거》에서는 19위로, 언더 걸즈에 선출되었다[13].
- 8월 13일, 이 날 열린 〈팀B 웨이팅 공연〉으로 극장 공연 횟수 500회를 달성했다[14].

2014년
- 2월 24일, Zepp DiverCity에서 개최된 《AKB48 그룹 대조각 축제》에서, NMB48 팀BII로 이적하는 것과 동팀의 부캡틴을 맡는 것이 발표되었다[15].
- 4월 4일 ~ 5월 11일, Bunkamura 시어터 코쿤에서 뮤지컬 〈인 더 하이츠〉에 출연. 자신 첫 뮤지컬 참가가 된다[16].
- 4월 5일, 사이타마 수퍼 아레나에서 열린 NMB48 단독 콘서트에서, NMB48의 멤버로서 첫 출연[17].
- 4월 22일, 이 날 첫날을 맞은 《NMB48 팀BII 3rd Stage 〈거꾸로 오르기〉 공연》으로, NMB48 극장에서 첫 출연[18].
- 4월 23일, AKB48 팀B 웨이팅 공연 최종일에, 우메다를 포함한 이적 멤버의 장행회가 행해졌다[19].
- 5월부터 6월에 걸쳐 실시된 《AKB48 37th 싱글 선발 총선거》에서는 35위로, 넥스트 걸즈에 선출되었다[20].

2015년
- 5월부터 6월에 걸쳐 실시된 《AKB48 41st 싱글 선발 총선거》에서는 56위로, 퓨처 걸즈에 선출되었다[21].
- 12월 16일, globe의 트리뷰트 앨범 《#globe20th -SPECIAL COVER BEST-》에서 〈Sa Yo Na Ra〉를 커버[22].

2016년
- 1월 23일, TOKYO DOME CITY HALL에서 개최된 《AKB48 그룹 리퀘스트 아워 세트리스트 베스트 100 2016》에서, 그룹 졸업을 발표했다[23].
- 4월 1일, AKB48 극장에서 《팀K 2기생 10주년 기념 특별 공연》을 갖고 미야자와 사에·코바야시 카나와 함께 졸업[24].

2020年
- 3월 31일, 플레이브 엔터테인먼트를 퇴사[25][26].
- 6월 1일, 새로운 소속사 TRUSTAR에 이적[27][28].

## 인물
- 14세부터 2년간 댄스 스쿨에 다녀, 그 다음은 독학으로 댄스를 습득. AKB48 안에서도, 마츠바라 나츠미와 대등한 댄스 기술은 톱 클래스라는 소리도 많고, 가입 당초는 오오시마 유코와 함께 구 팀K의 중심 인물중 한 명이었다[29].
- 왼손잡이이지만, 볼링[30] 이나 식칼이나 붓을 잡는 것은 오른손으로 한다.
- 7살 어린 여동생이 있어 시스터 콤플렉스를 안고 있다.
- 2010년에 야경 감상사 검정·3급에 합격했다[31].
- 꽃가루 알레르기가 있다.

### AKB48 관련
- 캐치프레이즈는, 〈후쿠오카 현 출신, 우~멧! 우메짱 우메다 아야카입니다〉.
- 아키모토 사야카와 옛날에 둘이서 살았던 적이 있어[32], 자신과 아키모토를 포함한 같은 사무소 소속의 미야자와 사에, 마스다 유카, 코바야시 카나, 오쿠 마나미의 6명에 대해서는 〈여섯 쌍둥이〉라고 부를 정도의 사이이다. 그 외, 같은 키타큐슈 시 출신인 노나카 미사토와는, 빈번히 식사를 하러 가거나, 옷을 사러 가는 사이로, 〈무조건 좋아〉하는 〈가족으로 하고 싶은 멤버〉.
- 사이 좋은 멤버는, 상기 외에 마츠이 사키코, 사토 아미나, 오오시마 유코, 니토 모에노, 마츠바라 나츠미[33] 등.
- 코타니 리호와 닮았다고 자주 듣는다[34]. 〈자매 같다〉라고까지 말해진 것으로부터, 코타니에게 〈언니〉라고 부르게 하고 있어[35], 그 다음은 이벤트 등에서 만날 때마다 같이 사진을 촬영하는 사이이다[36].
- AKB48의 곡 중 가장 좋아하는 곡은 〈석양을 보고 있는가?〉, 공연 곡에서는, 〈우메시마나츠요〉로서 부른 〈엔드롤〉, 〈여자친구가 될 수 있나요?〉, 〈땅강아지〉.
- 애칭은, 〈우메 짱〉.

## NMB48에서의 참가곡

### 싱글 CD 선발곡
NMB48 명의
- らしくない / 답지 않아
  - スターになんてなりたくない / 스타 따윈 되고 싶지 않아 - 팀BII 명의
- Don't look back!
  - ロマンティックスノー / 로맨틱 스노 - 팀BII 명의
- ドリアン少年 / 두리안 소년
  - 心の文字を書け! / 마음의 글자를 써! - 팀BII 명의
- Must be now
  - 空腹で恋愛をするな / 공복에 연애를 하지마 - 팀BII 명의

AKB48 명의
- 〈ラブラドール･レトリバー 래브라도 리트리버〉에 수록
  - 今日までのメロディー / 오늘까지의 멜로디
- 〈心のプラカード 마음의 플래카드〉에 수록
  - ひと夏の反抗期 / 어느 여름날의 반항기 - 넥스트 걸즈 명의
- 〈希望的リフレイン 희망적 리프레인〉에 수록
  - 歌いたい / 노래하고 싶어 - 카틀레야조 명의
- 〈Green Flash〉에 수록
  - パンキッシュ / 펑키시 - NMB48 명의
- 〈ハロウィン・ナイト 할로윈 나이트〉에 수록
  - 君にウェディングドレスを… / 너에게 웨딩드레스를… - 퓨처 걸즈 명의

### 앨범 CD 선발곡
NMB48 명의
- 《世界の中心は大阪や ～なんば自治区～ 세계의 중심은 오사카야 ~남바 자치구~》에 수록
  - イビサガール / 이비사걸
  - 君にヤラレタ / 너에게 당했다 - 팀BII 명의
  - ピーク / 피크

AKB48 명의
- 《ここがロドスだ、ここで跳べ! 여기가 로도스다, 여기서 뛰어라!》에 수록
  - 生き続ける / 계속 살아간다

### 극장 공연 유닛곡
팀BII 3rd Stage 〈거꾸로 오르기〉 공연
- エンドロール / 엔드 롤

## AKB48에서의 참가곡

### 싱글 CD 선발곡
- 会いたかった / 만나고 싶었어
- Baby! Baby! Baby!
- 〈RIVER〉에 수록
  - ひこうき雲 / 비행기 구름 - 시어터 걸즈 명의
- 〈ポニーテールとシュシュ 포니테일과 슈슈〉에 수록
  - 僕のYELL / 나의 YELL - 시어터 걸즈 명의
- 〈ヘビーローテーション 헤비 로테이션〉에 수록
  - 涙のシーソーゲーム / 눈물의 시소 게임 - 언더 걸즈 명의
- 〈Beginner〉에 수록
  - 泣ける場所 / 울 수 있는 장소 - DIVA 명의
- 〈チャンスの順番 찬스의 차례〉에 수록
  - ALIVE - 팀K 명의
- 〈桜の木になろう 벚나무가 되리〉에 수록
  - エリアK / 에리아K - DIVA 명의
- 〈Everyday、カチューシャ Everyday, 카츄샤〉에 수록
  - 人の力 / 사람의 힘 - 언더 걸즈 명의
- 〈フライングゲット 플라잉 겟〉에 수록
  - 抱きしめちゃいけない / 껴안아서는 안 돼 - 언더 걸즈 명의 (센터)
- 〈風は吹いている 바람은 불고 있어〉에 수록
  - ゴンドラリフト / 곤돌라 리프트 - 언더 걸즈 백합조 명의 (센터)
- 上からマリコ / 위에서부터 마리코
  - ゼロサム太陽 / 제로섬 태양 - 팀K 명의
- 〈GIVE ME FIVE!〉에 수록
  - 羊飼いの旅 / 목동의 여행 - 스페셜 걸즈B 명의
- 〈真夏のSounds good ! 한여름의 Sounds good !〉에 수록
  - 3つの涙 / 3개의 눈물 - 스페셜 걸즈 명의
- ギンガムチェック / 깅엄 체크
- 〈UZA〉에 수록
  - 正義の味方じゃないヒーロー / 정의의 편이 아닌 히어로 - 팀B 명의
- 永遠プレッシャー / 영원 프레셔
- 〈So long !〉에 수록
  - そこで犬のうんち踏んじゃうかね? / 거기서 개의 똥 밟아버릴까? - 우메다 팀B 명의
- 〈さよならクロール 안녕 크롤〉에 수록
  - ロマンス拳銃 / 로맨스 권총 - 팀B 명의
- 〈恋するフォーチュンクッキー / 사랑하는 포춘 쿠키〉에 수록
  - 愛の意味を考えてみた / 사랑의 의미를 생각해 보았다 - 언더 걸즈 명의
- 〈ハート・エレキ 하트 일렉트릭 기타〉에 수록
  - 快速と動体視力 / 쾌속과 동체 시력 - 언더 걸즈 명의
  - Tiny T-shirt - 팀B 명의
- 〈鈴懸の木の道で「君の微笑みを夢に見る」と言ってしまったら僕たちの関係はどう変わってしまうのか、僕なりに何日か考えた上でのやや気恥ずかしい結論のようなもの 플라타너스 나무가 서 있는 길에서 「네 미소가 꿈에 나왔어」라고 말해버린다면 우리들의 관계는 어떻게 변하는 걸까, 나 나름대로 며칠이고 생각해본 후의 조금 부끄러운 결론처럼〉에 수록
  - Mosh & Dive
- 〈前しか向かねえ 앞 밖에 보지 않아〉에 수록
  - KONJO - Talking Chimpanzees 명의

### 극장 공연 유닛곡
팀K 1st Stage 〈PARTY가 시작돼요〉 공연
- スカート、ひらり / 스커트, 휘이익

팀K 2nd Stage 〈청춘 걸즈〉 공연
- 雨の動物園 / 비 오는 동물원
- ふしだらな夏 / 흐트러진 여름
※피로 골절대문에 1개월 휴연

팀K 3rd Stage 〈뇌내 파라다이스〉 공연
- MARIA
※발 부상때문에 도중 강판

팀K 4th Stage 〈최종 벨이 울린다〉 공연
- リターンマッチ / 리턴 매치
- ごめんねジュエル / 미안해 주얼 ※
※오오시마 유코·쿠라모치 아스카의 유닛 언더

팀K 5th Stage 〈거꾸로 오르기〉 공연
- エンドロール / 엔드 롤

THEATRE G-ROSSO 〈꿈을 죽게 할 수는 없어〉 공연
- Bye Bye Bye
※타카하시 미나미·나카츠카 토모미의 스탠바이

팀K 6th Stage 〈RESET〉 공연
- 心の端のソファー / 마음 속 한 구석의 소파
- 奇跡は間に合わない / 기적은 딱 맞게 오지 않아 ※
※미야자와 사에·노나카 미사토의 유닛 언더

우메다 팀B 웨이팅 공연
- 思い出以上 / 추억 이상 (팀S 3rd Stage 〈제복의 싹〉)

## 출연

### 드라마
- 말도 안 돼! 제1화 (2010년 1월 13일, MBS)
- 마지스카 학원 최종화 (2010년 3월 26일, TV 도쿄)
- 환경 초인 에코가인더 II (2010년 6월 26일 ~ 11월 1일, 키즈 스테이션)
- 마지스카 학원 2 최종화 (2011년 7월 1일, TV 도쿄)
- So long ! 제3화 (2013년 2월 13일, 닛폰 TV)

### 영화
- 울트라맨 사가 (2012년 3월 24일, 쇼치쿠) - 미사토 역

### 무대
- 스페이스 워즈 재연 (2010년 7월 22일, 도쿄 글로브좌)

### 뮤지컬
- 브로드웨이 뮤지컬 〈IN THE HEIGHTS〉 (2014년 4월 4일 ~ 20일, 시어터 코쿤/4월 24일 ~ 27일, 모리노미야 필로티 홀/4월 30일, 후쿠오카 시민 회관/5월 3일 ~ 4일, 츄니치 극장/5월 10일 ~ 11일, 카나가와 현민 홀) - 니나 역
- 수퍼 솔펄 뮤지컬 〈위즈~오즈의 마법사~〉 (2015년 3월 8일 ~ 22일, 도쿄 국제 포럼 홀 C/4월 3일 ~ 5일, 우메다 예술 극장 메인 홀/4월 17일 ~ 19일, 아이치 현 예술 극장/4월 25일 ~ 26일, 커낼 시티) - 주연·도로시 역(타노 유카와의 더블 캐스트)

### CM
- 도쿄 타워 (2010년 12월)
- 서일본 시티 은행 (2010년)
- 키타큐슈 시장 선거 《LOVE&한 표》 《추억》 《잊지 말아줘》 (2011년 1월 28일 ~ 2월 6일, 키타큐슈 시장 선거 관리 위원회)

### MV
- miccie 〈YES〉 (2016년)

## 서적

### 캘린더
- 우메다 아야카 2012년 캘린더 (2011년 11월 19일, 하고로모)
- 우메다 아야카 캘린더 2013년 (2012년 11월 30일, 하고로모)
- 탁상 우메다 아야카 캘린더 2013년 (2012년 12월 7일, 하고로모)
- 벽걸이 우메다 아야카 캘린더 2014년 (2013년 12월 6일, 하고로모)
- 탁상 우메다 아야카 캘린더 2014년 (2013년 12월 6일, 하고로모)